# Mustaschmarkatta
Mustaschmarkatta (Cercopithecus cephus) är en primat i släktet markattor som förekommer i Afrika.

## Kännetecken
Pälsen har på ryggen en grönbrun grundfärg och är på buken ljusare till vitaktig. Kännetecknande är vita strimmor på överläppen, gulvita mustascher på kinden och blåa markeringar kring ögonen. Den genomsnittligga kroppslängden ligger vid 52 cm och därtill kommer en omkring 70 cm lång svans. Vikten ligger i genomsnitt vid 4 kg men hannar blir betydligt tyngre än honor.

## Utbredning och habitat
Utbredningsområdet sträcker sig över västra och centrala delar av Afrika från Kamerun, Gabon och Demokratiska republiken Kongo till norra Angola. Arten vistas främst i tropiska regnskogar. Mustaschmarkatta är inte sällsynt i utbredningsområdet och den listas av IUCN som livskraftig (least concern).

## Levnadssätt
Mustaschmarkatta är aktiv på dagen och klättrar främst i träd. Individerna bildar flockar av en hanne, upp till 40 honor och deras ungar. Unga hannar bildar ibland egna grupper. Födan utgörs främst av frukter, dessutom äter de frön och blad samt smådjur och deras ägg.
Dräktigheten varar 5,5 månader och honan föder oftast endast en unge. Ungen uppfostras främst av modern medan hannen försvarar gruppen mot fiender. Ungarna blir könsmogna efter fyra till fem år. Livslängden i naturen är upp till 22 år medan individer i fångenskap blir upp till 36 år gamla.